# Méthode de Bertrand
La méthode de Bertrand est une méthode de dosage des sucres réducteurs.

## Principe
Le glucose réduit partiellement la liqueur de Fehling présente en excès. L’oxyde cuivreux formé (précipité rouge) est dosé par manganimétrie. Une table donne la correspondance entre la masse de cuivre et la masse de glucose. La réaction doit se dérouler à chaud et pendant trois minutes à partir de l'ébullition afin d'obtenir un résultat répétable et de pouvoir déterminer la concentration en sucre à partir des tables de correspondance
Une quantité de glucose réagit avec les ions cuivre(II) en excès pour former un précipité rouge brique. L'excès d'ions cuivre(II) est éliminé. Le précipité réagit avec un excès d'ions fer(III) pour le dissoudre. On obtient des ions fer(II) dosés par une solution de permanganate de potassium.

## Protocole

### Matériel
- Burette
- Béchers
- 2 erlenmeyers de 100 ml de volume
- Agitateur
- Propipette
- Pipette de 5, 10 et 20 ml
- Pinces
- Filtre poreux
- Pompe à vide
- Fiole à vide

### Solutions
- Essai à doser
- Liqueur de Fehling
- Eau distillée
- Solution de permanganate de potassium
- Solution aqueuse d'ions fer(III)
- Acide chlorhydrique concentré (en cas d'hydrolyse de l'essai)

### Étapes
- Dans un erlenmeyer :
  - Prélever 5 ml de solution à doser (si besoin diluer la solution)
  - 40 ml de liqueur de Fehling
  - 10 ml d'eau distillée bouillie
- Porter à ébullition douce pendant 3 minutes exactement
- Refroidir sous l'eau le plus rapidement possible
- Incliner l'erlenmeyer pour rassembler le précipité

- Régler à faible régime (voir le détail sur Filtration sous vide)
- Transvaser le liquide sur le filtre en entraînant le moins possible de précipité
- Laver le précipité plusieurs fois à l'eau bouillie jusqu'à disparition de la couleur bleue.

- Ne jamais laisser le précipité au contact de l'air (erlenmeyer et filtre)

- Préparer la solution de permanganate de potassium dans la burette
- Vider et rincer la fiole à vide
- Dans l'erlenmeyer, verser 20 m l de solution ferrique et agiter (dissolution du précipité)

- Verser le contenu sur le filtre pour dissoudre le reste du précipité

- Laver l'erlenmeyer avec 5 ml d'eau bouillie, filtrer
- Doser immédiatement la solution ferrique avec le permanganate, la réaction se termine quand la solution passe du vert au rose

Si la solution à analyser contient des impuretés (comme le lait par exemple), il faut en premier lieu déféquer le lait avec des solutions Carrez 1 et 2 (solutions d'hexacyanoferrate II de potassium et de sulfate de zinc).

## Équations de réactions
- oxydation du glucose
  - {\displaystyle 2Cu^{2+}+2OH^{-}+2e^{-}\longrightarrow Cu_{2}O+H_{2}O\,}
  - glucose {\displaystyle \longrightarrow } produits d’oxydation + n e−

- oxydation du Cu2O par les ions Fe3+
  - {\displaystyle Cu_{2}O+2H^{+}\longrightarrow 2Cu^{2+}+H_{2}O+2e^{-}\,}
  - {\displaystyle (Fe^{2+}\longrightarrow Fe^{3+}+e^{-})\,} {\displaystyle \times 2\,}
  - {\displaystyle Cu_{2}O+2Fe^{3+}+2H^{+}\longrightarrow 2Cu^{2+}+H_{2}O+2Fe^{2+}\,}
- Dosage de Fe2+ par une solution de permanganate titrée
  - {\displaystyle [Fe^{2+}\longrightarrow Fe^{3+}+e^{-}]\,} {\displaystyle \times 5\,}
  - {\displaystyle MnO_{4}^{-}+8H^{+}+5e^{-}\longrightarrow Mn^{2+}+4H_{2}O\,}
  - {\displaystyle 5Fe^{2+}+MnO_{4}^{-}+8H^{+}\longrightarrow 5Fe^{3+}+Mn^{2+}+4H_{2}0\,}

## Conditions opératoires
- Le précipité n’est jamais en contact avec l’air pour éviter son oxydation.
- Utiliser de l’eau distillée bouillie pour éviter l’oxydation par l'O2 dissout dans l’eau.
- Laver abondamment le précipité pour éliminer le tartrate, sinon le virage avec le permanganate ne sera pas visible.

Le temps d’ébullition est d’exactement 3 minutes pour la correspondance avec les tables.

## Relation pour le calcul
1 mole de MnO4− réagissent avec 5 moles de Fe2+
{\displaystyle {\ce {5nMnO4^- = nFe^2+}}}
2 moles de Fe2+ proviennent de 1 mole de Cu2O
{\displaystyle {\ce {nFe^2+= 2 n Cu2O}}}
1 mole de Cu2O proviennent de 2 moles de Cu2+
{\displaystyle nCu^{2+}=2nCu_{2}O}
donc {\displaystyle nCu^{2+}=nFe^{2+}=5nMnO4^{-}\,}
{\displaystyle mCu=5\times V_{MnO4^{-}}\times C_{MnO4^{-}}\times Mmolaire(Cu)\,}
Une fois la masse de cuivre connue, il nous faut utiliser les tables de Bertrand, qui donnent la relation entre la concentration de glucose et celle de précipité de cuivre formé.

## Précisions
Il est possible de doser le saccharose par cette méthode. Il faut alors procéder à une hydrolyse en milieu acide pendant 20 minutes à 70 °C. Il faudra utiliser la table des sucres invertis. Neutraliser l’hydrolysat avec de la soude et de la phénolphtaléine. Le dosage se fait alors en milieu neutre. Le dosage des autres sucres réducteurs est possible à condition de connaître les tables pour pouvoir interpréter les résultats.
Si le surnageant après ébullition est jaune ou coloré, il faut diluer la solution.
Si vous dosez le glucose dans un jus de fruits, il faut déféquer le jus de fruit avant le dosage.
Pour des dosages du glucose à faible concentration utilisez plutôt la méthode du dosage du glucose par le DNS.

## Table de conversion glucose
| glucose en mg | cuivre en mg | glucose en mg | cuivre en mg | glucose en mg | cuivre en mg |  |
| ------------- | ------------ | ------------- | ------------ | ------------- | ------------ |  |
| 10            | 20,4         | 40            | 77,5         | 70            | 129,8        |  |
| 11            | 22,4         | 41            | 79,3         | 71            | 131,4        |  |
| 12            | 24,3         | 42            | 81,1         | 72            | 133,1        |  |
| 13            | 26,3         | 43            | 82,9         | 73            | 134,7        |  |
| 14            | 28,3         | 44            | 84,7         | 74            | 136,3        |  |
| 15            | 30,2         | 45            | 86,4         | 75            | 137,9        |  |
| 16            | 32,2         | 46            | 88,2         | 76            | 139,6        |  |
| 17            | 34,2         | 47            | 90,0         | 77            | 141,2        |  |
| 18            | 36,2         | 48            | 91,8         | 78            | 142,8        |  |
| 19            | 38,1         | 49            | 93,6         | 79            | 144,5        |  |
| 20            | 40,1         | 50            | 95,4         | 80            | 146,1        |  |
| 21            | 42,0         | 51            | 97,1         | 81            | 147,7        |  |
| 22            | 43,9         | 52            | 98,9         | 82            | 149,3        |  |
| 23            | 45,8         | 53            | 100,6        | 83            | 150,9        |  |
| 24            | 47,7         | 54            | 102,3        | 84            | 152,5        |  |
| 25            | 49,6         | 55            | 104,1        | 85            | 154,0        |  |
| 26            | 51,5         | 56            | 105,8        | 86            | 155,6        |  |
| 27            | 53,4         | 57            | 107,6        | 87            | 157,2        |  |
| 28            | 55,5         | 58            | 109,3        | 88            | 158,8        |  |
| 29            | 57,2         | 59            | 111,1        | 89            | 160,4        |  |
| 30            | 59,1         | 60            | 112,8        | 90            | 162,0        |  |
| 31            | 60,9         | 61            | 114,5        | 91            | 163,6        |  |
| 32            | 62,8         | 62            | 116,2        | 92            | 165,2        |  |
| 33            | 64,6         | 63            | 117,9        | 93            | 166,7        |  |
| 34            | 66,5         | 64            | 119,6        | 94            | 168,3        |  |
| 35            | 68,3         | 65            | 121,3        | 95            | 169,9        |  |
| 36            | 70,1         | 66            | 123,0        | 96            | 171,5        |  |
| 37            | 72,0         | 67            | 124,7        | 97            | 173,1        |  |
| 38            | 73,8         | 68            | 126,4        | 98            | 174,6        |  |
| 39            | 75,7         | 69            | 128,1        | 99            | 176,2        |  |
|               |              |               |              | 100           | 177,8        |  |

## Table de correspondance des sucres invertis
| sucre en mg | cuivre en mg | sucre en mg | cuivre en mg | sucre en mg | cuivre en mg |  |
| ----------- | ------------ | ----------- | ------------ | ----------- | ------------ |  |
| 10          | 20,6         | 40          | 77,7         | 70          | 129,2        |  |
| 11          | 22,6         | 41          | 79,5         | 71          | 130,8        |  |
| 12          | 24,6         | 42          | 81,2         | 72          | 132,4        |  |
| 13          | 26,5         | 43          | 83,0         | 73          | 134,0        |  |
| 14          | 28,5         | 44          | 84,8         | 74          | 135,6        |  |
| 15          | 30,5         | 45          | 86,5         | 75          | 137,2        |  |
| 16          | 32,5         | 46          | 88,3         | 76          | 138,9        |  |
| 17          | 34,5         | 47          | 90,1         | 77          | 140,5        |  |
| 18          | 36,4         | 48          | 91,9         | 78          | 142,5        |  |
| 19          | 38,4         | 49          | 93,6         | 79          | 143,7        |  |
| 20          | 40,4         | 50          | 95,4         | 80          | 145,3        |  |
| 21          | 42,3         | 51          | 97,1         | 81          | 146,9        |  |
| 22          | 44,2         | 52          | 98,8         | 82          | 148,5        |  |
| 23          | 46,1         | 53          | 100,6        | 83          | 150,0        |  |
| 24          | 48,0         | 54          | 102,5        | 84          | 151,6        |  |
| 25          | 49,8         | 55          | 104,0        | 85          | 153,2        |  |
| 26          | 51,7         | 56          | 105,7        | 86          | 154,8        |  |
| 27          | 53,6         | 57          | 107,4        | 87          | 156,4        |  |
| 28          | 55,5         | 58          | 109,2        | 88          | 157,9        |  |
| 29          | 57,4         | 59          | 110,9        | 89          | 159,5        |  |
| 30          | 59,3         | 60          | 112,6        | 90          | 161,1        |  |
| 31          | 61,1         | 61          | 114,3        | 91          | 162,6        |  |
| 32          | 63,0         | 62          | 115,9        | 92          | 164,2        |  |
| 33          | 64,8         | 63          | 117,6        | 93          | 165,7        |  |
| 34          | 66,7         | 64          | 119,2        | 94          | 167,3        |  |
| 35          | 68,5         | 65          | 120,9        | 95          | 168,8        |  |
| 36          | 70,3         | 66          | 122,6        | 96          | 170,3        |  |
| 37          | 72,2         | 67          | 124,2        | 97          | 171,9        |  |
| 38          | 74,0         | 68          | 125,9        | 98          | 173,4        |  |
| 39          | 75,0         | 69          | 127,5        | 99          | 175,0        |  |
|             |              |             |              | 100         | 176,5        |  |

## Utilisation des Tables de Bertrand
Il n'y a pas de proportionnalité entre les masses de cuivre formé et le glucose (ou les sucres). On ne peut donc pas utiliser le produit en croix, mais néanmoins une interpolation linéaire est envisageable. De plus, on trouve rarement une des masses de cuivre présentes dans les tables.
Méthode à suivre : 
Dans l'exemple suivant, on trouve une masse de cuivre de 22 mg
| sucre en mg | cuivre en mg |
| ----------- | ------------ |
| 10 A        | 20,6 D       |
| x B         | 22,0 E       |
| 11 C        | 22,6 F       |

{\displaystyle {\frac {AB}{AC}}={\frac {DE}{DF}}}
{\displaystyle {\frac {x-10}{11-10}}={\frac {22-20,6}{22,6-20,6}}}
{\displaystyle {\frac {x-10}{1}}=0,7}
{\displaystyle x-10=0,7}
{\displaystyle x=10+0,7}
{\displaystyle x=10,7\,} mg de glucose

Attention : ne pas oublier de tenir compte des dilutions pour retrouver la concentration en glucose de la solution initiale.